# Psautier pourpré de saint Germain
Le psautier pourpré dit de saint Germain est un manuscrit enluminé daté des années 500-550. Il provient de l'abbaye de Saint-Germain-des-Prés. Il s'agit d'un psautier, dans la version de la Vetus Latina, qui pourrait remonter à la période du saint fondateur de l'abbaye, Germain de Paris. Il est actuellement conservé à la Bibliothèque nationale de France.

## Historique
Selon la légende, le manuscrit aurait été rapporté par Childebert Ier, à l'occasion d'une expédition en Espagne, et donné (avec la croix d'or et la tunique de saint Vincent) à l'abbaye de Saint-Germain-des-Prés à Paris. Il aurait été utilisé par le fondateur de cette dernière, Germain de Paris ; cependant, rien ne permet de le prouver. Son texte se rapproche des versions des psaumes qui circulent en Gaule lyonnaise à la fin de l'Antiquité, ce qui accréditerait une présence aux origines de cette abbaye.
Le manuscrit est attesté dans les inventaires des reliques de l'abbaye Saint-Germain à partir de 1269. Jacques du Breul, bibliothécaire de l'abbaye, ajoute une note descriptive au début du manuscrit en 1560. Il en réalise également une copie intégrale du texte, qui est encore conservée à la Bibliothèque nationale de France (Lat.13163). Cette copie sert de base pour l'édition du texte intégré à l'ouvrage Bibliorum Sacrorum latinae versiones antiquae (t.II) par le bénédictin Petrus Sabatier (de) en 1743.
Après la fermeture de l'abbaye en 1791, la collection de manuscrits est mise sous séquestre, sauvée d'un incendie en 1794 puis remise à la Bibliothèque nationale en 1795-1796.

## Description
Le texte du manuscrit contient les psaumes dans leur version antérieure à la Vulgate de saint Jérôme, appelée Vetus Latina. Il est écrit sur 291 folios en parchemin entièrement teinté de pourpre. L'écriture est faite de grosses onciales bien espacées et régulières. Cette écriture se rapproche de manuscrits italiens de la même époque. Elle est de couleur argent, sauf pour les titres de psaumes, les Nomina sacra ou noms de Dieu, ainsi que le mot diapsalma.

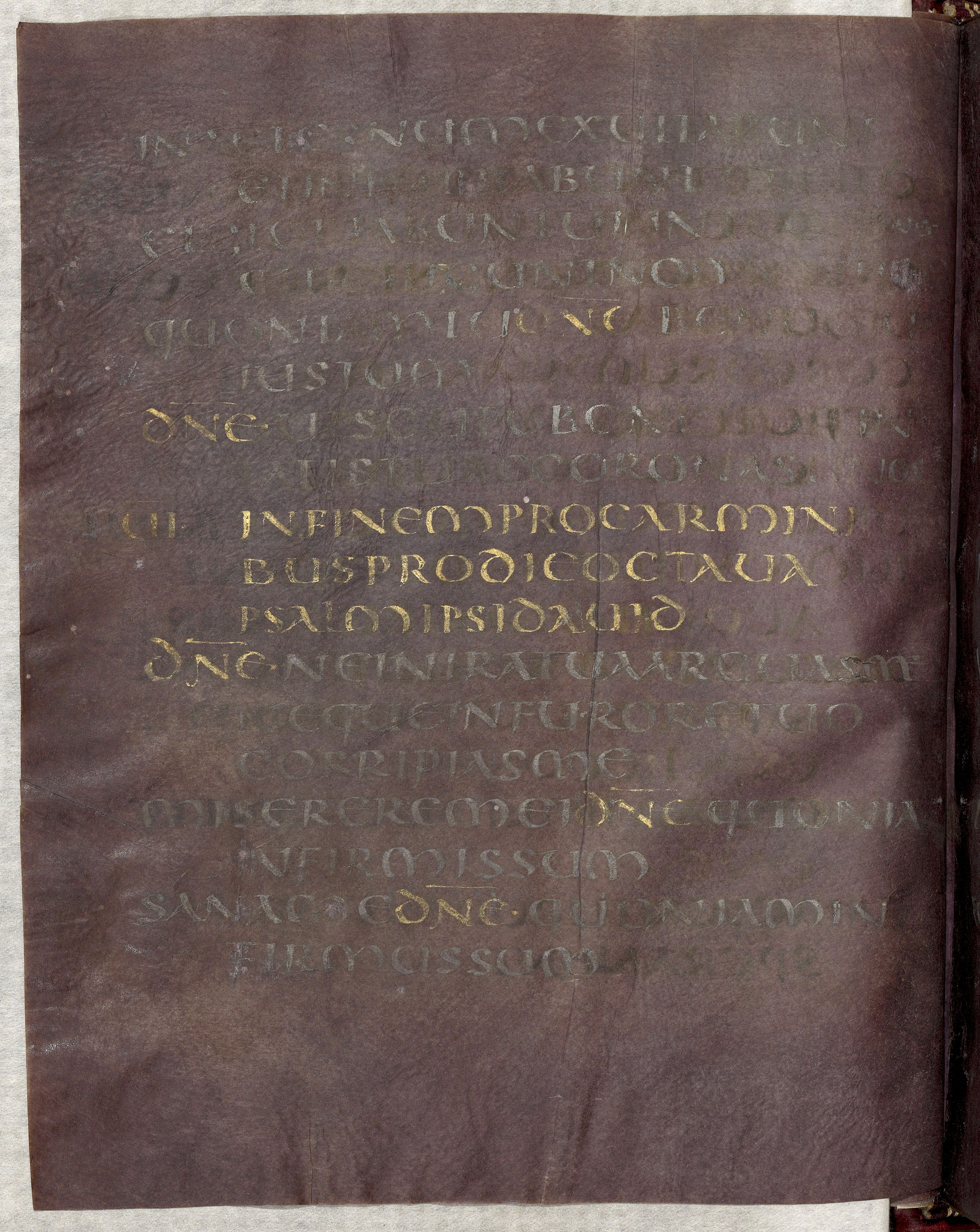
Début du psaume 6, f.6v.
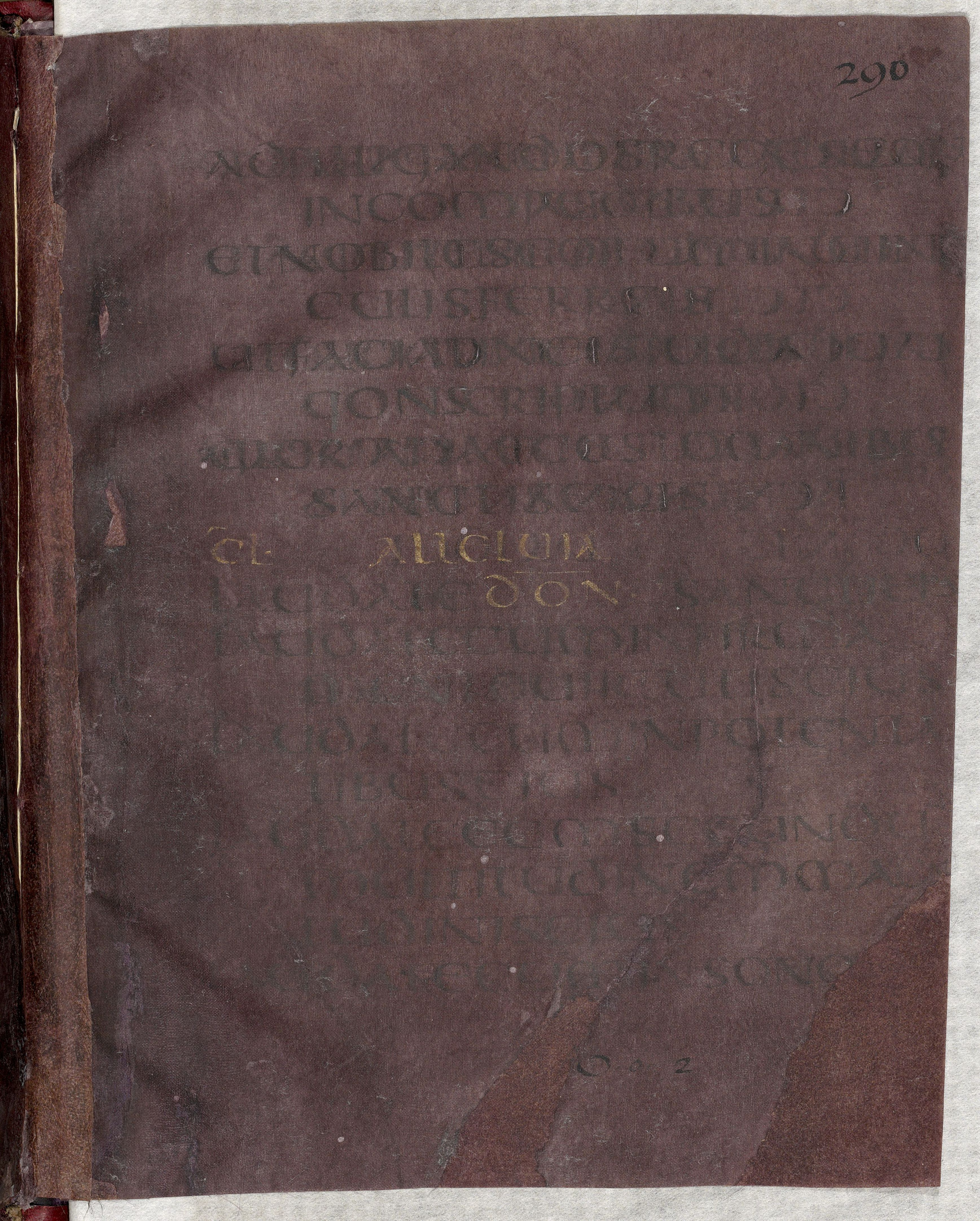
Début du psaume 150, f.290r.

C'est également le cas de la lettre R barrée, présente dans certaines marges : elle signale les refrains que devaient chanter les fidèles. Ces mentions attestent de l'usage liturgique du manuscrit et des répons au cours de l'office. Il s'agissait d'un exemplaire d'apparat, qui rappelle d'autres rares manuscrits de cette période, entre l'Antiquité tardive et le début du Moyen Âge, tels que le Codex Argenteus.